# NGC 7672
NGC 7672 је спирална галаксија у сазвежђу Пегаз која се налази на NGC листи објеката дубоког неба.
Деклинација објекта је + 12° 23' 6" а ректасцензија 23h 27m 31,4s. Привидна величина (магнитуда) објекта NGC 7672 износи 13,9 а фотографска магнитуда 14,7. NGC 7672 је још познат и под ознакама MCG 2-59-45, CGCG 431-70, KAZ 568, IRAS 23249+1206, PGC 71485.